# طرزان في مانهاتن
طرزان في مانهاتن (بالإنجليزية: Tarzan in Manhattan) هو فيلم أكشن ومغامرة تم إنتاجه في الولايات المتحدة صدر في سنة 1989 وهو من إنتاج شركة سي بي إس. الفيلم من إخراج مايكل ششولتس ومن بطولة توني كرتيس.

## القصة
تتحدث عن قصة انتقام طرزان من مجموعة من الأشخاص قاموا بقتل أمه الشامبنزي، مما يضطر طرزان للحاق بهم إلى نيويورك ويقوم بالعديد من المغامرات هناك للتعرف على القتلة.

## روابط خارجية
- طرزان في مانهاتن على موقع IMDb (الإنجليزية)
- طرزان في مانهاتن على موقع روتن توميتوز (الإنجليزية)
- طرزان في مانهاتن على موقع قاعدة بيانات الفيلم (الإنجليزية)
- طرزان في مانهاتن على موقع ليتربوكسد (الإنجليزية)
- طرزان في مانهاتن على موقع كينوبويسك (الروسية)